# Зелиньский, Анджей
Анджей Зелиньский (пол. Andrzej Zieliński; род. 14 октября 1961) — польский актёр театра, кино, радио и телевидения.

## Биография
Анджей Зелиньский родился в Тарнуве. Актёрское образование получил в Государственной высшей театральной школе в Кракове, которую окончил в 1986 году. Актёр театров в Кракове (им. Юлиуша Словацкого) и Варшаве («Атенеум», Современный). Выступает также в спектаклях «театра телевидения» (с 1985 года) и «театра Польского радио».

## Избранная фильмография
- 1983 — Каникулы с Мадонной / Wakacje z Madonną
- 1985 — Yesterday
- 1987 — Палата № 6 / Sala nr 6
- 1993 — Ветер с востока / Vent D’Est
- 1996 — Экстрадиция 2 / Ekstradycja 2
- 2000—2011 — В добре и в зле / Na dobre i na złe
- 2001 — Камо грядеши / Quo vadis
- 2002 — Пианист / The Pianist
- 2002 — Шопен. Желание любви / Chopin. Pragnienie miłości
- 2012 — Облава / Obława